# Futebol em Honduras
Futebol em Honduras é um esporte nacional em Honduras, Os primeiros clubes profissionais foram fundados no início de 1900, e a Seleção Hondurenha de Futebol jogou sua primeira partida internacional em 1921.

## História
Há muitos relatos de como associação de futebol começou em Honduras. Luis Fernando, filho de imigrantes franceses, registrou que alguns comerciantes em Puerto Cortés lhe tinha dado uma bola de futebol em 1896, e que o futebol foi jogado em Honduras desde então. Em 1906, o governo da república contratou um professor guatemalteco para ensinar futebol na Tegucigalpa .